# Leonberg (Grafschaft)
Leonberg, auch Lenberg, ist der Name einer Grafschaft, deren gleichnamiger Stammsitz in der heutigen Gemeinde Marktl (am Inn) Ortsteil Altwies gelegen war. Die Grafen entstammten dem im Mittelalter ausgestorbenen niederbayerischen Adelsgeschlecht Altendorf.

## Name und Herkunft
Die Burg Leonberg wurde vor 1180 von Heinrich dem Löwen an diesem strategischen Punkt hoch über dem Steilufer des Inns errichtet, vermutlich zum Zweck, Zoll eintreiben zu können. Sie erhielt den Namen seines Wappentiers. Die Grafschaft und Burg Leonberg wurde in alten Dokumenten und Karten als Lenberg, Leweberc, aber auch Lenperg und Leumberg geschrieben. Sie ist jedoch zu unterscheiden zur niederbayerischen Grafschaft Leonsberg, die bei Pilsting im Landkreis Dingolfing-Landau lag und zu der darüber hinaus ein enges verwandtschaftliches Verhältnis bestand.

## Das Adelsgeschlecht
Nach dem Aussterben der Edlen von Tann um 1200 gingen deren Schloss und Herrschaft (Gebiet um Tann) an die nächsten Verwandten, die Grafen von Leonberg über. Als Persönlichkeit wird in der Literatur Graf (Bernhard) Berengar I. von Altendorf genannt, der ab 1210 Graf von Leonberg ist. 1279 schenkte Wernhardt II. Graf von Leonberg, verstorben im Jahr 1283, dem Deutschen Orden das Patronatsrecht über die Pfarrei Gangkofen und gründete damit die Deutschordenskommende Gangkofen. Im Jahr 1316 folgte durch Heinrich VII. Graf von Leonberg die Schenkung der Pfarrei Zimmern und ihrer Filialkirche in Tann an den Deutschen Orden. Heinrich von Leonberg wird auch als Teilnehmer an der Schlacht von Gammelsdorf, einer der letzten Ritterschlachten 1313 erwähnt. Er kämpfte unter anderem mit den Grafen von Hals und weiteren niederbayerischen Adeligen auf der Habsburger Seite, die die Schlacht verlor. Mit dem Tod Heinrichs VII. 1329 erlosch das Adelsgeschlecht, der die Grafschaft bereits 1319 den Grafen von Hals verschrieb. Durch den weiteren Erbgang kam die ehemalige Grafschaft Leonberg an die Grafen von Ortenburg, diese verkauften sie schließlich im Jahr 1386 an das Herzogtum Bayern.

## Lage der Grafschaft
Die südliche Grenze der Grafschaft bildete der Inn um die Orte Marktl und Stammham. Sie erstreckte sich dann nach Norden über Teile der heutige Gemeinden Erlbach, Zeilarn, Tann und den westlichen Teil der Gemeinde Reut. Weiter gehörte Gangkofen mit Umgebung zu Leonberg am Inn.

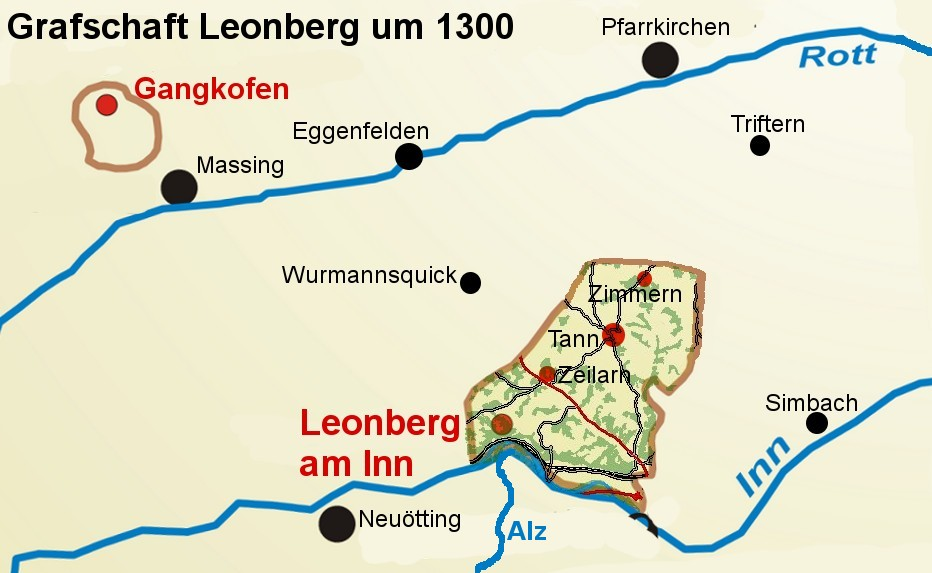
Gebiet der Grafschaft Leonberg um 1300

Die Lage ihrer Burg war an exponierter Stelle hoch über dem Inn, der hier die Grenze zwischen niederbayerischen, tertiärem Hügelland und der oberbayerischen Schotterebene darstellt. An Föhntagen bietet sich ein freier Blick übers Alpenvorland hin zu den Berchtesgadener Alpen, dem Salzburger Land bis endlich zum Alpenhauptkamm. Der reißende Inn in Kombination mit der gegenüber einmündenden Alz unterhöhlte allerdings im Laufe der Jahrhunderte das Hochufer immer mehr, infolgedessen begann im 16. Jahrhundert die Burganlage abzustürzen. Gemäß Überlieferung wollte man die Kapelle retten, brach sie 1585 ab, transportierte das Material an den jetzigen Standort und baute sie 1586 in ca. 1 km sicherer Entfernung wieder auf. Als 1976 die Grundfesten des Kirchleins wegen Feuchtigkeit ausgewechselt wurden, fand man Teile von Wandpfeilern mit Profilen aus Sandstein, die sicher aus der alten Burgkapelle stammen.